# Gilles Le Bigot
Gilles Le Bigot, né en 1959 à Saint-Brieuc, est un guitariste français de culture bretonne spécialisé dans la musique celtique.
Son style guitaristique très reconnaissable s'appuie sur l'utilisation de l'accord ouvert, ou open tuning DADGAD, devenu aujourd'hui l'accordage le plus utilisé en musique bretonne. Il est également reconnu comme compositeur et arrangeur. Gilles Le Bigot a enregistré sur une trentaine d'albums.
Il a participé à des formations de premier plan comme l'Héritage des Celtes, Skolvan, Kornog, Barzaz et a joué avec des artistes de la scène internationale tels que Donal Lunny, Karen Matheson, Karan Casey, Carlos Núñez…

## Biographie
Autodidacte de formation, Gilles Le Bigot fait ses débuts à la guitare en 1972 à 13 ans et écoute des musiques diverses, du rock au jazz en passant par le folk baroque de John Renbourn. La grande vague celtique du milieu des années 70 lui fait découvrir cet univers à travers des groupes comme Planxty, Bothy Band, Clannad et surtout Alan Stivell avec son guitariste Dan Ar Braz. C’est alors qu’il découvre également la musique bretonne à travers le fest noz, avec des chanteurs comme Yann-Fañch Kemener et Erik Marchand ou des groupes comme Diaouled Ar Menez. Il accompagne sur scène en 1976 "Les Pillotouses", quatuor de chanteuses françaises de Haute-Bretagne.
De 1978 à 1980 il est membre officiel du groupe de fest-noz "Galorn" (dont fait partie le flûtiste Jean-Michel Veillon). Le groupe a beaucoup de succès en Bretagne et tourne également en Irlande et aux Pays-Bas. C'est là qu'il commence à jouer en accords ouverts DADGAD. Cette période marque aussi ses premiers pas comme compositeur dont la  mélodie Jésaïg sera un tube aux États-Unis et reprise notamment par Paddy Keenan aux uilleann pipes. Georges Lowden lui fabrique une guitare Lowden 25 qu'il ne quittera plus.
De 1980 à 1984 il collabore avec les musiciens irlandais du groupe breton « Irish Band » avec notamment Dessie Wilkinson à la flûte et Sean Corcoran au chant et bouzouki. En 1982 il est en tournée avec le groupe « Maglor » composé de quatre musiciens dont Bernard Subert à la clarinette (il joue en Yougoslavie dont une semaine à Sarajevo). Il crée en 1984 le groupe « Skolvan » avec Youenn Le Bihan et commence sa carrière de musicien professionnel. Il fait sa première tournée aux États-Unis avec Serge Désaunay à l’accordéon en 1985, en première partie du groupe « Kornog ». L'année suivante Gilles intègre le groupe Kornog en remplacement de Soïg Sibéril jusqu’à la dissolution du groupe fin 1987 et tourne en Europe et aux États-Unis.
En 1987 il prépare des compositions avec Yann-Fañch Kemener qui donnera naissance en 1988 au Barzaz Trio avec l'arrivée de J-M Veillon. Le trio est rejoint au début de 1989 par Alain Genty à la basse et David Hopkins aux percussions, pour l’enregistrement du premier disque de groupe. Barzaz tournera jusqu’en 1993.
Il participe au premier album du groupe irlandais "La Lugh" (Gerry O’Connor et Eithne ni Uallachain) en 1991, qu'il intègrera quelques années plus tard jusqu’en 1999. En 1992 il crée le trio "Elixir" avec Jean Pol Huellou et David Hopkins, actif jusqu’en 1996.

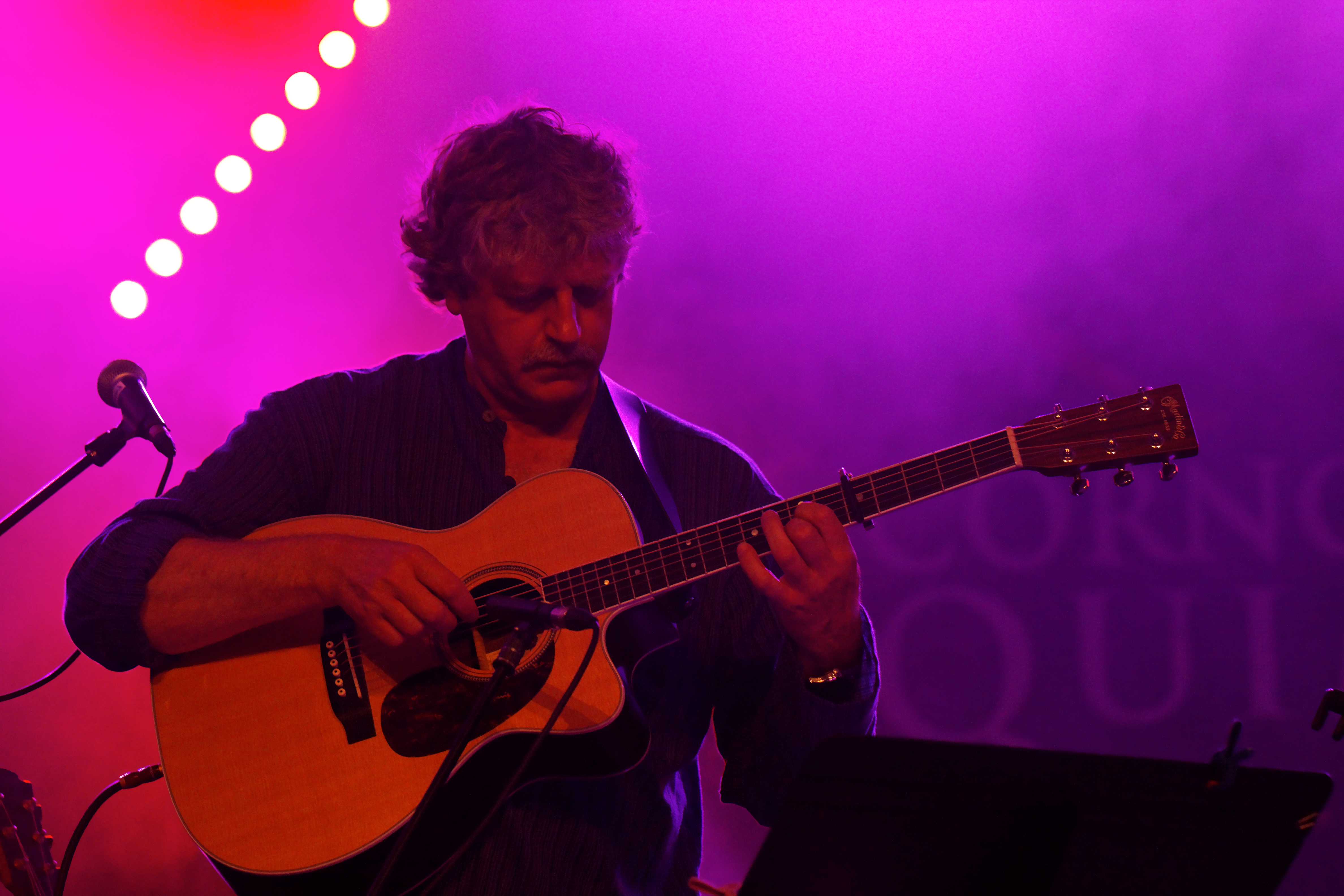
Festival de Cornouaille à Quimper.

En 1993 débute l’aventure aux côtés de Dan Ar Braz dans L’Héritage des Celtes dont la première a lieu au festival de Cornouaille à Quimper. Le voyage musical et humain s’achèvera en mars 2002 à Paris au Stade de France après deux victoires de la musique et plus d’un million d’albums vendus. La même année il commence à travailler avec le Bagad Kemper qui aboutit à la création Azéliz Iza en 2000.
En 1996, Gilles fait partie du groupe « An Tour Tan », créé par le pianiste Didier Squiban à l’occasion de la fête de Brest 96. Le groupe enregistre un disque et s’arrête deux ans plus tard. Il enregistre en Irlande en janvier 1997 Ar Galon Digor avec Davy Spillane et Annie Ebrel. Il accompagne ensuite le chanteur Manu Lann Huel en concert et sur son disque Ile Elle. Il fait partie du groupe « Land's Ends » formé en 1998 par Jean-Claude Normant (ancien membre de Glaz).
En 2002, Gilles Le Bigot décide d’enregistrer sous son propre nom l'album Empreintes (Keltia Musique). Il constitue alors un groupe de 7 musiciens pour l’album puis pour la scène. Le titre fait référence au mode de transmission orale de la musique traditionnelle que chacun imprègne et retransmet en y apportant un nouvel éclairage. Il comporte dix pièces musicales dont neuf sont composées et une empruntée au répertoire traditionnel (Marivonig An Dourdu).
En 2005 il joue en duo avec Soïg Sibéril, deux guitaristes qui ont marqué de leur style la musique bretonne depuis le tout début des années 1980. Il retrouve Gerry O’Connor après l’aventure de La Lugh pour faire une tournée en Bretagne en juillet et août 2005, suivi d'un disque enregistré en public au mois de décembre et une tournée de 6 semaines en Australie en mars et avril 2006. Puis c'est avec son complice Veillon qu'il forme un duo. Et pendant toutes ces années, son groupe Skolvan ne s’est jamais arrêté de jouer et d’enregistrer plusieurs albums.
En 2004 c'est la création du spectacle Les Voix de la Terre réunissant quatre chanteuses : Karen Matheson, Karan Casey, Marthe Vassallo et Julie Murphy et neuf musiciens bretons, irlandais et écossais. Le spectacle crée l’événement au festival de Cornouaille à Quimper et sera rejoué l’été suivant. Gilles participe la même année à Glasgow au spectacle de Donald Shaw, Harvest, qui sera rejoué au début de 2006.
Il entame en 2009 une collaboration avec Jean-Félix Lalanne (en compagnie de John Renbourn et Stefan Grossman) en participant à la création du spectacle "Autour de la guitare celtique". Y participent également les guitaristes Dan Ar Braz, Soïg Sibéril et Gildas Arzel.
Cette collaboration lui permet d'intégrer le spectacle Autour de la Guitare à l'Olympia (Paris) en mars 2011. Il joue alors avec des artistes tels que Tina Arena, Michael Gregorio, Keziah Jones, Paul Personne et croise les excellents guitaristes français de renom (Michel Aumont, Jean Marie Ecay,  Solorazaf, Louis Winsberg, Patrick Rondat, Laurent Roubach, Patrick Manouguian…).
Il enregistre Empreintes 2 en 2011 dans lequel participent Gildas Arzel et Jean-Félix Lalanne entre autres (Keltia Musique). En 2012, il rejoint Gerry O'Connor, Nuala Kennedy et Martin Quinn pour former le groupe Oirialla et enregistrer un album.
En 2015, il enregistre avec la chanteuse Solenn Lefeuvre l'album "Glad" consacré au chant et musique d'Irlande, d’Écosse et Bretagne.

## Discographie

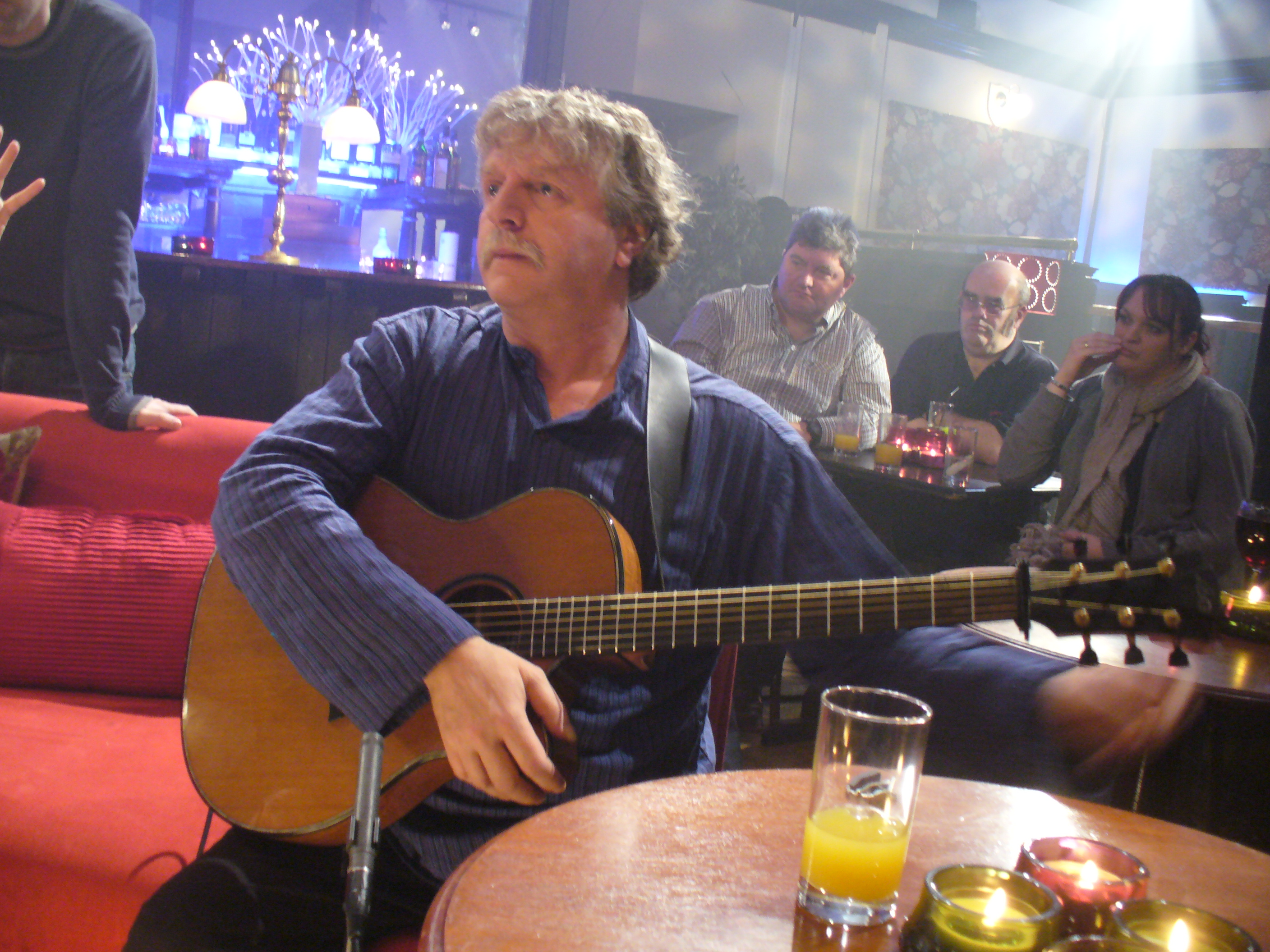
Gilles Le Bigot à la télévision écossaise pour "Empreintes 2" en 2012

### avecSkolvan[8]
- 2010 : C'Hoari Pevar
- 2004 : Live In Italia
- 2000 : Chenchet’n eus an amzer
- 1996 : Fest-Noz Live (direction artistique)
- 1994 : Swing & Tears
- 1991 : Kerzh Ba’n Dans
- 1989 : Musique à Danser
- 1988 : Dans

### en groupe
- 2015 : Lefeuvre / Le Bigot - Glad
- 2012 : Oirialla
- 2006 : Le Bigot / O’ Connor - En concert
- 1998 : La Lugh - Senex Puer
- 1996 : An Tourtan - Penn Ar Bed (avec Didier Squiban)
- 1995 : La Lugh - Brighid's Kiss
- 1992 : Barzaz - An Den Kozh Dall
- 1991 : La Lugh - Gerry O'Connor & Eithne Ni Uallachain
- 1989 : Barzaz - Ec’honder
- 1987 : Kornog - Kornog IV
- 1985 : Le Bigot / Desaunay - Tunes for América
- 1980 : Galorn - 2
- 1979 : Galorn - 1
- 1979 : Les Pillotouses - Éponyme

### Participations
- 2010 : Jean-Félix Lalanne - Autour de la guitare celtique
- 2006 : At first light - Tripswitch
- 2003 : Denez Prigent - Sarac'h
- 2003 : Carlos Núñez - Un Galicien en Bretagne
- 2003 : Land's End - Pensées Vagabondes
- 2001 : Bagad Kemper - Azeliz Iza
- 1999 : Jean-Michel Veillon - Er Pasquer
- 1999 : Bagad Kemper - Hep Disgrog
- 1999 : Koun - C'est en souhaitant bonsoir (direction artistique)
- 1998 : Cordes de Bretagne - Kerden (compilation)
- 1998 : Manu Lann Huel - Ile Elle
- 1998 : Kerden (participation en solo)
- 1998 : Dan Ar Braz et l'Héritage des Celtes - Zénith'
- 1997 : Jean-Michel Veillon - E Koad Nizan'
- 1997 : Davy Spillane et Annie Ebrel - Ar Galon Digor
- 1997 : Dan Ar Braz et l'Héritage des Celtes - Finisterres
- 1996 : Skéduz - Rag Ar Plinn (direction artistique)
- 1995 : Dan Ar Braz et l'Héritage des Celtes - En concert
- 1995 : Bagad Kemper - Lip Ar Maout
- 1995 : Koun - An Dro (direction artistique)
- 1994 : Héritage des Celtes